# Pomník Ludwiga van Beethovena (Karlovy Vary)

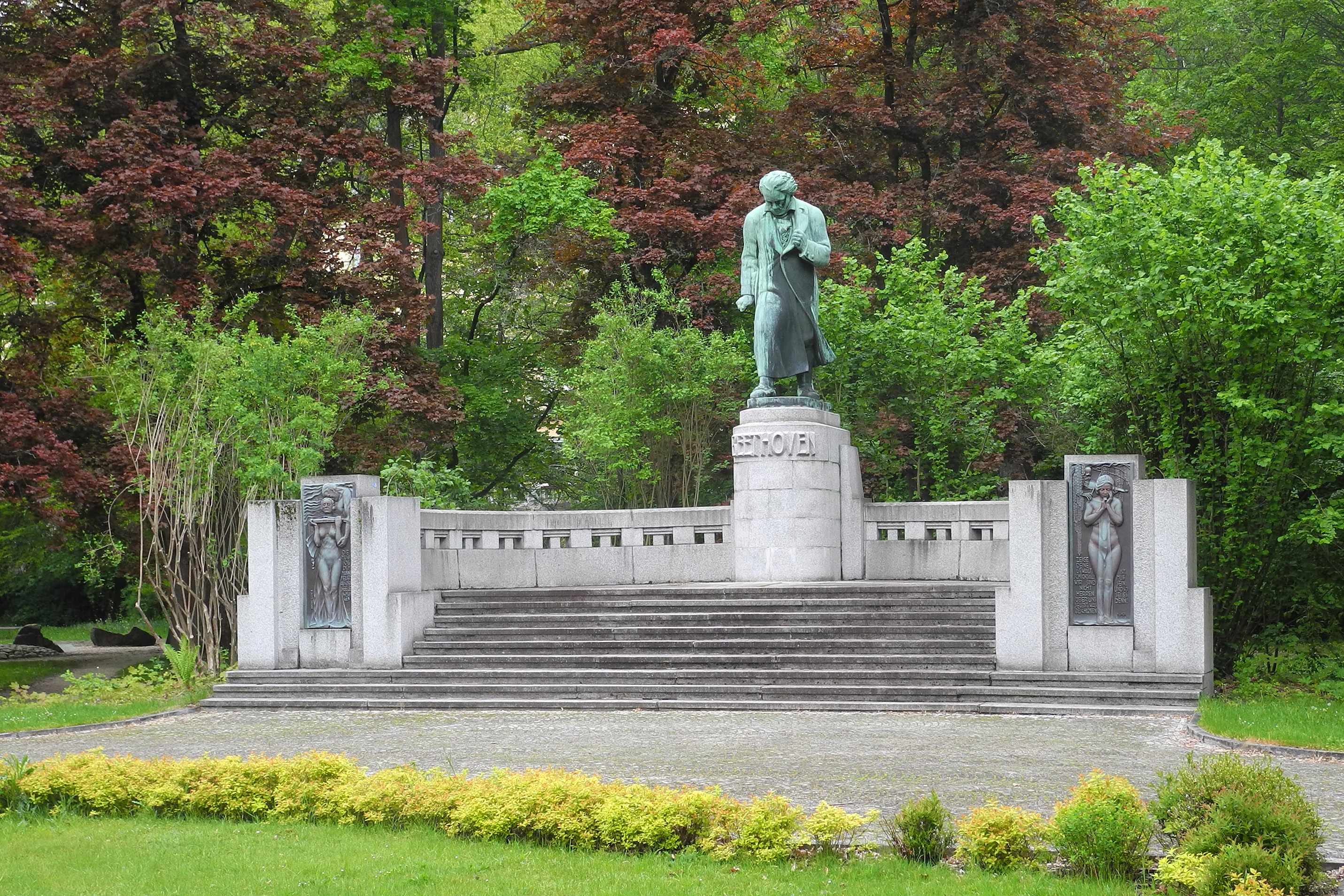
Pomník Ludwiga van Beethovena, květen 2019

Pomník Ludwiga van Beethovena v Karlových Varech stojí na jižním okraji města při levém břehu řeky Teplé na prostranství mezi hotelem Richmond a Poštovním dvorem. Pochází z roku 1929, jeho autor byl karlovarský rodák Hugo Uher.
Pomník byl prohlášen kulturní památkou, je památkově chráněn od 3. května 1958, event. 5. února 1964, rejstř. č. ÚSKP 29321/4-893.

## Ludwig van Beethoven v Karlových Varech
Německý hudební skladatel Ludwig van Beethoven dával obvykle přednost lázním Teplice, přesto Karlovy Vary dvakrát navštívil.

### První návštěva
Poprvé přijel 27. července 1812, a to právě z Teplic, kde byl na léčení. V Karlových Varech zůstal do 7. srpna, kdy odcestoval za další léčbou do Františkových Lázní. Důvodem skladatelova příjezdu nebyl léčebný pobyt ani koncertní vystoupení, ale zdravotní konzultace s jeho osobním lékařem Staudenheimerem z Vídně a dále pravděpodobně i finanční jednání se šlechtickými mecenáši. Beethoven byl ubytován v domě Boží oko, který stával na místě dnešního Grandhotelu Pupp.

#### Koncert v Českém sále
V téže době se do Karlových Varů donesla zpráva o tragickém požáru v lázních Baden u Vídně (26. července 1812). Beethoven se rozhodl uspořádat pro postižené lázně dobročinný koncert. K vystoupení přizval italského houslistu Giovanniho Battistu Polledra, který v té době též v Karlových Varech pobýval. Koncert obou umělců se uskutečnil 6. srpna 1812 v Českém sále. Vstupné bylo dobrovolné. Řada dobových svědectví hodnotí úroveň koncertu jako vynikající, přesto byl výnos oproti očekávání nízký, pouze 958 zlatých.

### Druhá návštěva
Beethoven přijel do Karlových Varů ještě jednou, a to téhož roku 8. září. Tehdy zde došlo k jeho památnému setkání s básníkem Johannem Wolfgangem von Goethe. Bylo to naposledy, kdy se tito dva umělci sešli.

### Památníky
Beethovenovy dvě karlovarské návštěvy připomíná pomník sochaře Huga Uhera. Kromě pomníku též pamětní deska na kavárně Grandhotelu Pupp, portrétní skladatelův reliéf na domě Beethoven v Zahradní ulici a promenádní stezka v karlovarských lázeňských lesích nesoucí jméno Beethovenova.

## Historie pomníku
V roce 1912 u příležitosti 100. výročí skladatelova pobytu v Karlových Varech byl zřízen výbor pro stavbu Beethovenova pomníku. Tehdy však nebyl dostatek finančních prostředků na jeho realizaci a velmi se také diskutovalo o umístění. Plány pak přerušila první světová válka. Krátce po vzniku Československa bylo rozhodnuto o odstranění pomníku císaře Františka Josefa I. a umístění Beethovenova pomníku na toto místo.
Na návrh a realizaci byla vypsána soutěž, v níž zvítězil karlovarský sochař Hugo Uher, žák profesora Suchardy na Uměleckoprůmyslové škole v Praze. Odhalení pomníku se mělo konat podle původních plánů v roce 1927 u příležitosti 100. výročí Beethovenova úmrtí, ale termín byl odložen do roku 1929. V roce 1929 byla podle autorova modelu slévárnou Franta Anýž z pražských Holešovic do bronzu odlita socha skladatele. Pomník byl slavnostně odhalen dne 29. září 1929.
Pozn.: Karlovarský lázeňský orchestr uspořádal pro realizaci pomníku řadu koncertů. Jeden z nich řídil jako host Oskar Nedbal.

## Popis pomníku

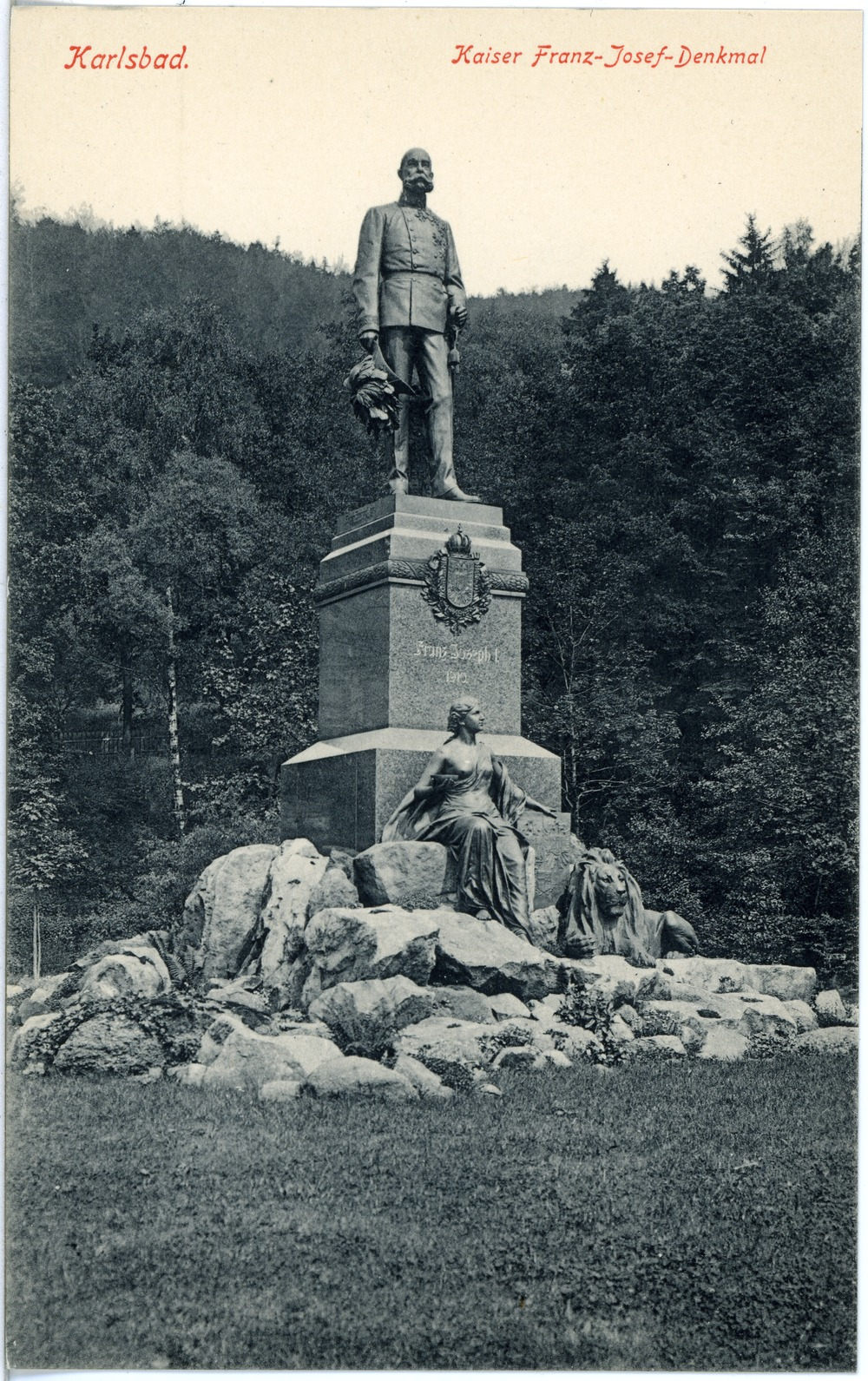
Původní dnes již neexistující pomník Františka Josefa I., rok 1914

Monumentální pomník Ludwiga van Beethovena byl postaven na místě pomníku císaře Františka Josefa I. z doby Rakousko-uherské monarchie.  
Jedná se o pomník na půlkruhovém půdorysu z pohledové strany s monumentálním schodištěm z petrohradské žuly. V ose má umístěný vysoký podstavec s plastickým nápisem BEETHOVEN. Na něm stojí dopředu mírně nakročená postava ve dvojnásobné nadživotní velikosti znázorňující muže kráčejícího ve vlajícím plášti proti větru se zaťatou pravou pěstí a rozevlátými vlasy.
Od středového soklu vedou dvě prohnutá křídla profilovaného zábradlí k postranním pilířům, na kterých bývaly původně umístěny dvě bronzové alegorické reliéfní desky o rozměrech 70×158×4 cm, signované „H. Uher“, s ženskými akty v životní velikosti. Reliéf na levém pilíři, alegorie Působení hudby na lásku, nesl německý nápis:
Hudba má v muži vykřesat z duše oheň

Reliéf na pravém pilíři, Hudba jako útěcha v žalu, pak německý nápis:
Ukaž svou sílu osude, nejsme pány sami sebe

Desky byly v roce 1946 odstraněny a pravděpodobně zničeny. Roku 2012 byly na pomník osazeny jejich repliky z tvrzeného plastu s bronzovou patinou. Autorem je nejdecký výtvarník a sochař Heřman Kouba, absolvent karlovarské Střední průmyslové školy keramické. Slavnostní odhalení nových reliéfů se uskutečnilo 4. srpna 2012 za účasti velvyslance SRN Detlefa Lingemanna.